# جاستن روس
جاستن روس (بالإنجليزية: Justin Ross)‏ هو سياسي أمريكي، ولد في 18 أبريل 1976 في باوي في الولايات المتحدة. حزبياً، نشط في الحزب الديمقراطي. وقد انتخب عضو مجلس النواب لولاية ماريلند.